# Maria Duchêne
Pour les articles homonymes, voir Duchêne.

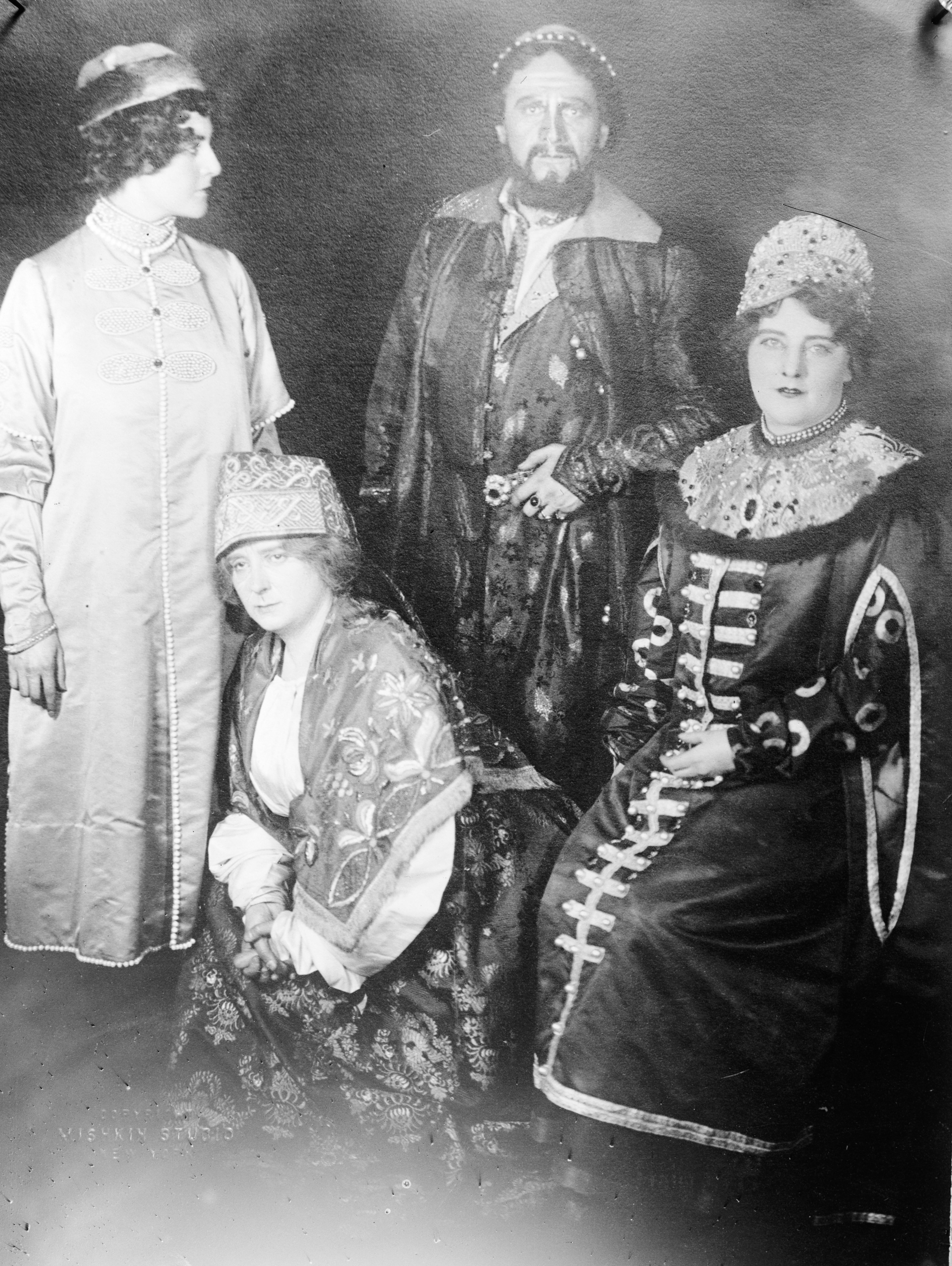
Première de Boris Godounov au Metropolitan Opera avec Anna Case, Maria Duchène, Adam Didur dans le rôle de Boris Godounov, et Leonora Sparkes, 1912.

Maria Duchêne-Billard (5 décembre 1883 - 2 avril 1947)  est une contralto française du Metropolitan Opera de 1912 à 1916. Elle incarne des rôles tels qu'Amneris dans Aida, Giulietta dans Les Contes d'Hoffmann, Lola dans Cavalleria rusticana, Maddalena dans Rigoletto. Elle a chanté le rôle de la vieille femme dans L'amore dei tre re, Rosette de Manon, Schwertleite dans la Walkyrie, et le solo « madrigaliste » dans Manon Lescaut, entre autres.

## Biographie
Maria Duchêne étudie au Conservatoire national de musique et de déclamation avec notamment Jacques Isnardon en 1903. Elle arrive aux États-Unis, le 14 janvier 1907, en provenance du Havre, à bord du paquebot La Savoie. Elle fait ses débuts au Met, le 16 mars 1912 dans le rôle de La Cieca dans La Gioconda d'Amilcare Ponchielli dirigé par Arturo Toscanini avec Emmy Destinn dans le rôle-titre, Enrico Caruso comme Enzo.
Elle apparaît lors de la première américaine de Boris Godounov dans le rôle de la nourrice en 1912 dirigé par Arturo Toscanini.
Le 12 mars 1913, elle chante le rôle de Giulietta dans Les Contes d'Hoffmann, quand elle s'évanouit et son rôle est repris par madame Fremsted qui a chanté le rôle quand il a été créé aux États-Unis.
Avec le Met, elle a notamment interprété le rôle de la paysanne lors de la première aux États-Unis dans Julien de Gustave Charpentier, le 26 février 1914.
Sa mère, Elizabeth Duchêne (1859-1915), meurt de pneumonie en 1915, lorsque Maria est sur le point de prendre la scène dans le rôle de Lola dans Cavalleria rusticana,.
Sa dernière et 166e représentation avec le Met est Ulrica dans un ballo in maschera, dans une représentation à la Boston Opera House le 18 avril 1916. Les détails de sa vie après avoir quitté le Met restent inconnus.
Devenue veuve de Jean Billard, elle épouse André Dumont (1895-1942), industriel aux Andelys le 7 octobre 1926. Elle en divorce le 11 août 1937.

## Enregistrements
Maria Duchêne enregistre pour Victor Talking Machine Company entre 1910 et 1916.